# Pelourinho de Pedrógão Pequeno
Pelourinho de Pedrógão Pequeno je pranýř v obci Sertã, v distriktu Castelo Branco. Od roku 1933 je památkově chráněný.
Byl vystavěn v roce 1513, původní pranýř byl zničen v 16. století, i další byl částečně poničen.
V roce 1959 prošel rekonstrukcí, při které byly použity fragmenty z původního pranýře.